# Campions d'individual masculí de l'Open d'Austràlia
L'Open d'Austràlia, conegut com a Australian Open, és una competició tennística creada l'any 1905 i que es disputa sobre pista dura, actualment en el complex Melbourne Park de Melbourne, Austràlia. Es tracta d'un dels quatre tornejos Grand Slams de tennis, des de 1987 és el primer que es disputa de la temporada.
La seu del torneig es va desplaçar a diverses ciutats australianes i neozelandeses en els seus inicis: Christchurch, Hastings, Perth, Brisbane, Adelaida, Sydney i Melbourne. L'any 1972 es va decidir crear una seu estable i es va escollir el Kooyong Stadium de Melbourne, però l'any 1988 es va desplaçar al Flinders Park, actualment anomenat Melbourne Park, per ampliar l'aforament.
Durant tota la seva història hi ha hagut algun període en què no s'ha disputat: 1916-18 per la Primera Guerra Mundial, 1940-45 per la Segona Guerra Mundial i l'any 1986 per una redistribució del calendari tennístic. Tanmateix, l'any 1977 es van disputar dues edicions al gener i al desembre pel mateix motiu.
La competició individual masculina se celebra des de la seva inauguració l'any 1905. El vencedor rep una rèplica en miniatura del trofeu Norman Brookes Challenge Cup.

## Palmarès

### Australasian Championships

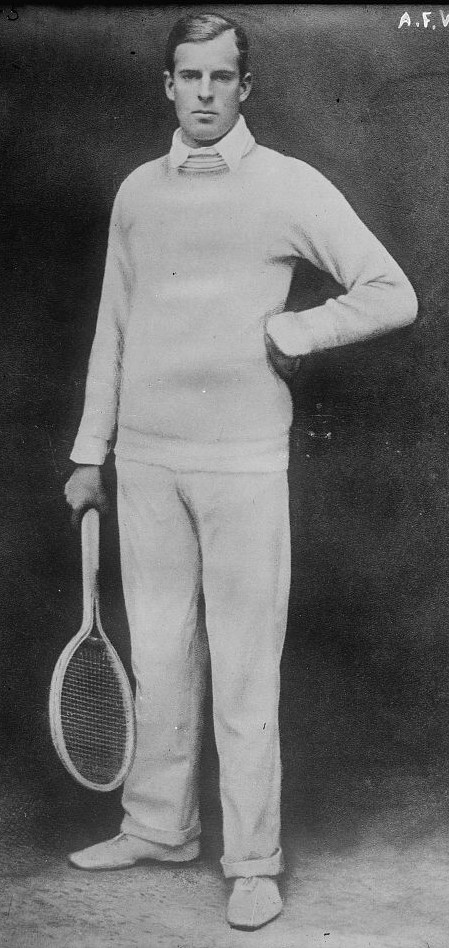
Anthony Wilding fou el primer tennista en repetir títol masculí individual.

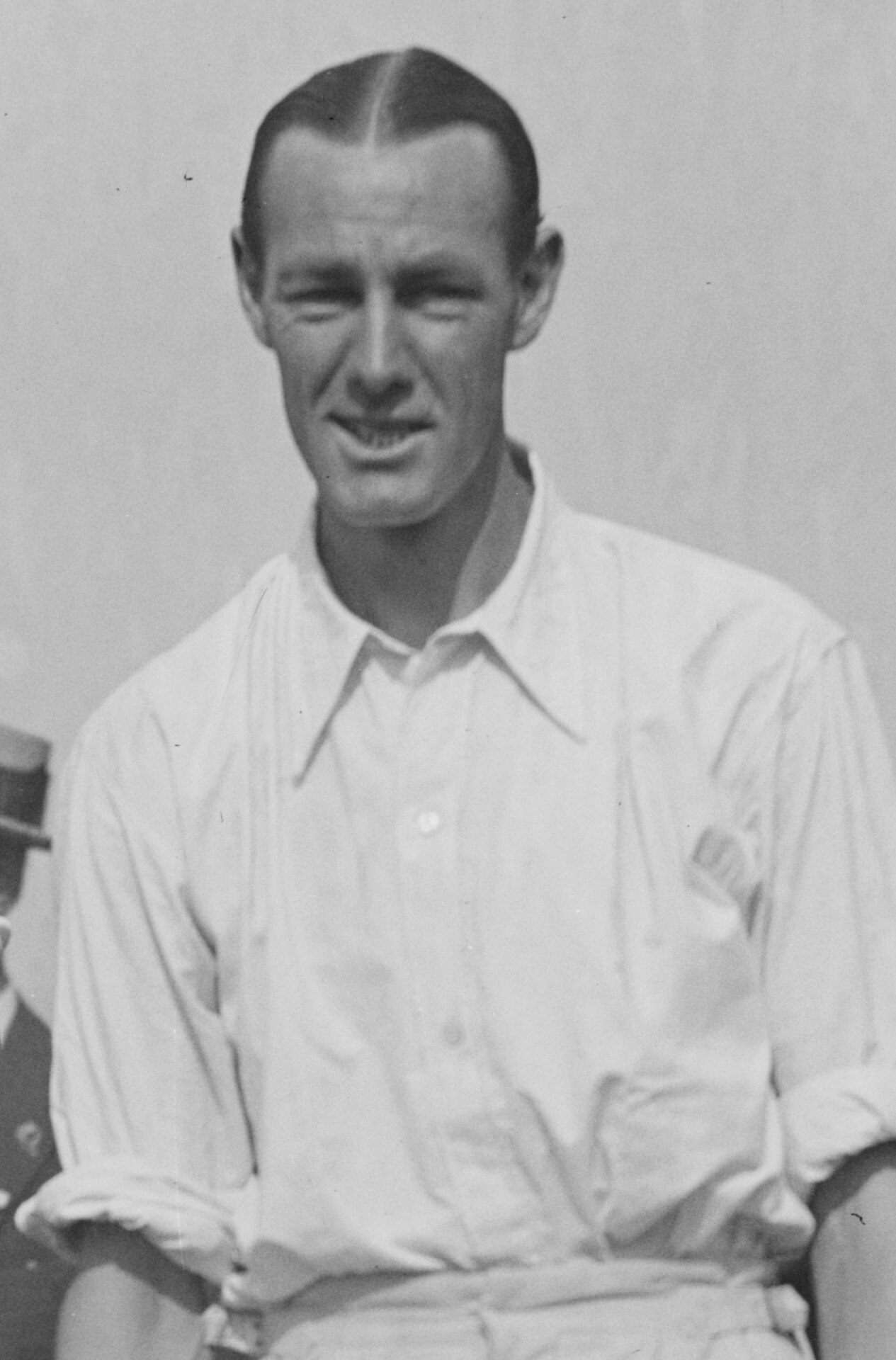
James Anderson va aconseguir tres títols a Austràlia.

| Any  | Vencedor                                       | Finalista                                      | Resultat                                       |
| ---- | ---------------------------------------------- | ---------------------------------------------- | ---------------------------------------------- |
| 1905 | Rodney Heath                                   | Albert Curtis                                  | 4−6, 6−3, 6−4, 6−4                             |
| 1906 | Anthony Wilding                                | Francis Fisher                                 | 6−0, 6−4, 6−4                                  |
| 1907 | Horace Rice                                    | Harry Parker                                   | 6−3, 6−4, 6−4                                  |
| 1908 | Fred Alexander                                 | Alfred Dunlop                                  | 3−6, 3−6, 6−0, 6−2, 6−3                        |
| 1909 | Anthony Wilding (2)                            | Ernie Parker                                   | 6−1, 7−5, 6−2                                  |
| 1910 | Rodney Heath (2)                               | Horace Rice                                    | 6−4, 6−3, 6−2                                  |
| 1911 | Norman Brookes                                 | Horace Rice                                    | 6−1, 6−2, 6−3                                  |
| 1912 | James Cecil Parke                              | Alfred Beamish                                 | 3−6, 6−3, 1−6, 6−1, 7−5                        |
| 1913 | Ernie Parker                                   | Harry Parker                                   | 2−6, 6−1, 6−2, 6−3                             |
| 1914 | Pat O'Hara Wood                                | Gerald Patterson                               | 6−4, 6−3, 5−7, 6−1                             |
| 1915 | Francis Lowe                                   | Horace Rice                                    | 4−6, 6−1, 6−1, 6−4                             |
| 1916 | Sense competició per la Primera Guerra Mundial | Sense competició per la Primera Guerra Mundial | Sense competició per la Primera Guerra Mundial |
| 1917 | Sense competició per la Primera Guerra Mundial | Sense competició per la Primera Guerra Mundial | Sense competició per la Primera Guerra Mundial |
| 1918 | Sense competició per la Primera Guerra Mundial | Sense competició per la Primera Guerra Mundial | Sense competició per la Primera Guerra Mundial |
| 1919 | Algernon Kingscote                             | Eric Pockley                                   | 6−4, 6−0, 6−3                                  |
| 1920 | Pat O'Hara Wood                                | Ron Thomas                                     | 6−3, 4−6, 6−8, 6−1, 6−3                        |
| 1921 | Rhys Gemmell                                   | Alf Hedeman                                    | 7−5, 6−1, 6−4                                  |
| 1922 | James Anderson                                 | Gerald Patterson                               | 6−0, 3−6, 3−6, 6−3, 6−2                        |
| 1923 | Pat O'Hara Wood (3)                            | Bert St. John                                  | 6−1, 6−1, 6−3                                  |
| 1924 | James Anderson                                 | Richard Schlesinger                            | 6−3, 6−4, 3−6, 5−7, 6−3                        |
| 1925 | James Anderson (3)                             | Gerald Patterson                               | 11−9, 2−6, 6−2, 6−3                            |
| 1926 | John Hawkes                                    | Jim Willard                                    | 6−1, 6−3, 6−1                                  |

### Australian Championships

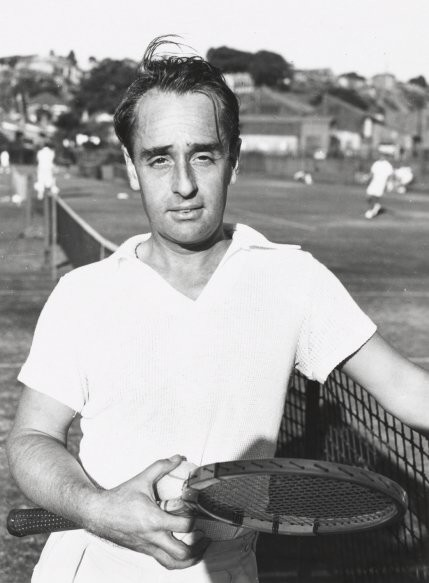
Adrian Quist va aconseguir tres títols individuals.

| Any  | Vencedor                                      | Finalista                                     | Resultat                                      |
| ---- | --------------------------------------------- | --------------------------------------------- | --------------------------------------------- |
| 1927 | Gerald Patterson                              | John Hawkes                                   | 3−6, 6−4, 3−6, 18−16, 6−3                     |
| 1928 | Jean Borotra                                  | R.O. Cummings                                 | 6−4, 6−1, 4−6, 5−7, 6−3                       |
| 1929 | John Gregory                                  | Richard Schesinger                            | 6−2, 6−2, 5−7, 7−5                            |
| 1930 | Edgar Moon                                    | Harry Hopman                                  | 6−3, 6−1, 6−3                                 |
| 1931 | Jack Crawford                                 | Harry Hopman                                  | 6−4, 6−2, 2−6, 6−1                            |
| 1932 | Jack Crawford                                 | Harry Hopman                                  | 4−6, 6−3, 3−6, 6−3, 6−1                       |
| 1933 | Jack Crawford                                 | Keith Gledhill                                | 2−6, 7−5, 6−3, 6−2                            |
| 1934 | Fred Perry                                    | Jack Crawford                                 | 6−3, 7−5, 6−1                                 |
| 1935 | Jack Crawford (4)                             | Fred Perry                                    | 2−6, 6−4, 6−4, 6−4                            |
| 1936 | Adrian Quist                                  | Jack Crawford                                 | 6−2, 6−3, 4−6, 3−6, 9−7                       |
| 1937 | Vivian McGrath                                | John Bromwich                                 | 6−3, 1−6, 6−0, 2−6, 6−1                       |
| 1938 | Don Budge                                     | John Bromwich                                 | 6−4, 6−2, 6−1                                 |
| 1939 | John Bromwich                                 | Adrian Quist                                  | 6−4, 6−1, 6−3                                 |
| 1940 | Adrian Quist                                  | Jack Crawford                                 | 6−3, 6−1, 6−2                                 |
| 1941 | Sense competició per la Segona Guerra Mundial | Sense competició per la Segona Guerra Mundial | Sense competició per la Segona Guerra Mundial |
| 1942 | Sense competició per la Segona Guerra Mundial | Sense competició per la Segona Guerra Mundial | Sense competició per la Segona Guerra Mundial |
| 1943 | Sense competició per la Segona Guerra Mundial | Sense competició per la Segona Guerra Mundial | Sense competició per la Segona Guerra Mundial |
| 1944 | Sense competició per la Segona Guerra Mundial | Sense competició per la Segona Guerra Mundial | Sense competició per la Segona Guerra Mundial |
| 1945 | Sense competició per la Segona Guerra Mundial | Sense competició per la Segona Guerra Mundial | Sense competició per la Segona Guerra Mundial |
| 1946 | John Bromwich (2)                             | Dinny Pails                                   | 5−7, 6−3, 7−5, 3−6, 6−2                       |
| 1947 | Dinny Pails                                   | John Bromwich                                 | 4−6, 6−4, 3−6, 7−5, 8−6                       |
| 1948 | Adrian Quist (3)                              | John Bromwich                                 | 6−4, 3−6, 6−3, 2−6, 6−3                       |
| 1949 | Frank Sedgman                                 | John Bromwich                                 | 6−3, 6−3, 6−2                                 |
| 1950 | Frank Sedgman (2)                             | Ken McGregor                                  | 6−3, 6−4, 4−6, 6−1                            |
| 1951 | Dick Savitt                                   | Ken McGregor                                  | 6−3, 2−6, 6−3, 6−1                            |
| 1952 | Ken McGregor                                  | Frank Sedgman                                 | 7−5, 12−10, 2−6, 6−2                          |
| 1953 | Ken Rosewall                                  | Mervyn Rose                                   | 6−0, 6−3, 6−4                                 |
| 1954 | Mervyn Rose                                   | Rex Hartwing                                  | 6−2, 0−6, 6−4, 6−2                            |
| 1955 | Ken Rosewall                                  | Lew Hoad                                      | 9−7, 6−4, 6−4                                 |
| 1956 | Lew Hoad                                      | Ken Rosewall                                  | 6−4, 3−6, 6−4, 7−5                            |
| 1957 | Ashley Cooper                                 | Neale Fraser                                  | 6−3, 9−11, 6−4, 6−2                           |
| 1958 | Ashley Cooper (2)                             | Mal Anderson                                  | 7−5, 6−3, 6−4                                 |
| 1959 | Alex Olmedo                                   | Neale Fraser                                  | 6−1, 6−2, 3−6, 6−3                            |
| 1960 | Rod Laver                                     | Neale Fraser                                  | 5−7, 3−6, 6−3, 8−6, 8−6                       |
| 1961 | Roy Emerson                                   | Rod Laver                                     | 1−6, 6−3, 7−5, 6−4                            |
| 1962 | Rod Laver                                     | Roy Emerson                                   | 8−6, 0−6, 6−4, 6−4                            |
| 1963 | Roy Emerson                                   | Ken Fletcher                                  | 6−3, 6−3, 6−1                                 |
| 1964 | Roy Emerson                                   | Fred Stolle                                   | 6−3, 6−4, 6−2                                 |
| 1965 | Roy Emerson                                   | Fred Stolle                                   | 7−9, 2−6, 6−4, 7−5, 6−1                       |
| 1966 | Roy Emerson                                   | Arthur Ashe                                   | 6−4, 6−8, 6−2, 6−3                            |
| 1967 | Roy Emerson (6)                               | Arthur Ashe                                   | 6−4, 6−1, 6−1                                 |
| 1968 | Bill Bowrey                                   | Juan Gisbert                                  | 7−5, 2−6, 9−7, 6−4                            |

### Australian Open

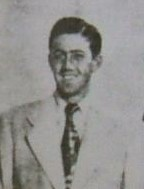
Ken Rosewall va guanyar quatre campionats.

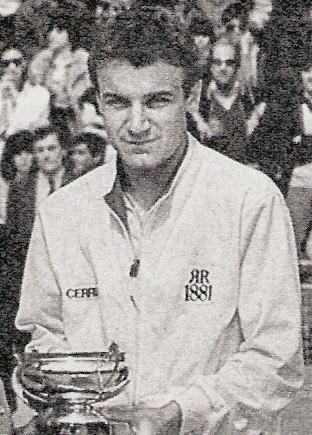
Mats Wilander va vèncer en tres de les quatre finals que va disputar.

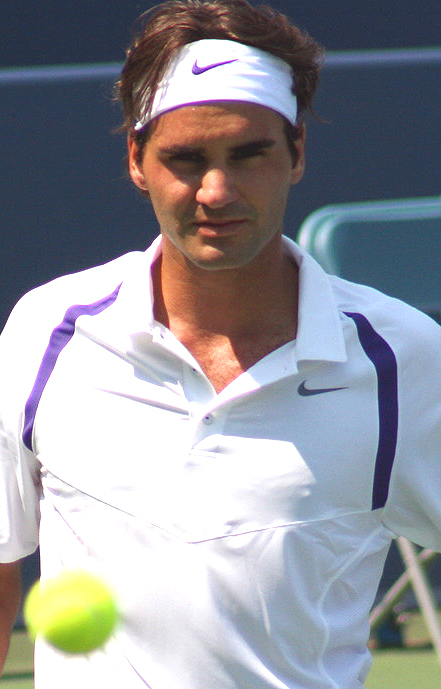
Roger Federer, campió en sis ocasions.

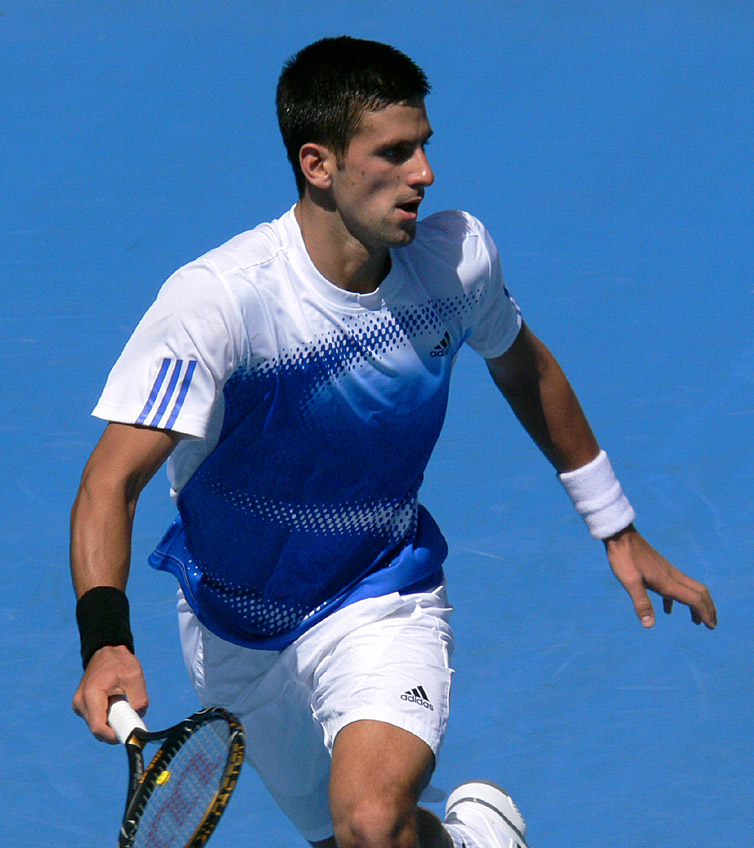
Novak Đoković, campió en deu ocasions, de les quals tres consecutives en dues ocasions.

| Any        | Vencedor                           | Finalista                          | Resultat                           |
| ---------- | ---------------------------------- | ---------------------------------- | ---------------------------------- |
| 1969       | Rod Laver (3)                      | Andrés Gimeno                      | 6−3, 6−4, 7−5                      |
| 1970       | Arthur Ashe                        | Dick Crealy                        | 6−4, 9−7, 6−2                      |
| 1971       | Ken Rosewall                       | Arthur Ashe                        | 6−1, 7−5, 6−3                      |
| 1972       | Ken Rosewall (4)                   | Mal Anderson                       | 7−6, 6−3, 7−5                      |
| 1973       | John Newcombe                      | Onny Parun                         | 6−3, 6−7, 7−5, 6−1                 |
| 1974       | Jimmy Connors                      | Phil Dent                          | 7−6, 6−4, 4−6, 6−3                 |
| 1975       | John Newcombe (2)                  | Jimmy Connors                      | 7−5, 3−6, 6−4, 7−5                 |
| 1976       | Mark Edmondson                     | John Newcombe                      | 6−7, 6−3, 7−6, 6−1                 |
| 1977 (gen) | Roscoe Tanner                      | Guillermo Vilas                    | 6−3, 6−3, 6−3                      |
| 1977 (des) | Vitas Gerulaitis                   | John Lloyd                         | 6−3, 7−6, 5−7, 3−6, 6−2            |
| 1978       | Guillermo Vilas                    | John Marks                         | 6−4, 6−4, 3−6, 6−3                 |
| 1979       | Guillermo Vilas (2)                | John Sadri                         | 7−6, 6−3, 6−2                      |
| 1980       | Brian Teacher                      | Kim Warwick                        | 7−5, 7−6, 6−3                      |
| 1981       | Johan Kriek                        | Steve Denton                       | 6−2, 7−6, 6−7, 6−4                 |
| 1982       | Johan Kriek (2)                    | Steve Denton                       | 6−3, 6−3, 6−2                      |
| 1983       | Mats Wilander                      | Ivan Lendl                         | 6−1, 6−4, 6−4                      |
| 1984       | Mats Wilander                      | Kevin Curren                       | 6−7, 6−4, 7−6, 6−2                 |
| 1985       | Stefan Edberg                      | Mats Wilander                      | 6−4, 6−3, 6−3                      |
| 1986       | Sense competició per canvi de data | Sense competició per canvi de data | Sense competició per canvi de data |
| 1987       | Stefan Edberg (2)                  | Pat Cash                           | 6−3, 6−4, 3−6, 5−7, 6−3            |
| 1988       | Mats Wilander (3)                  | Pat Cash                           | 6−4, 6−3, 6−3                      |
| 1989       | Ivan Lendl                         | Miloslav Mecir                     | 6−2, 6−2, 6−2                      |
| 1990       | Ivan Lendl (2)                     | Stefan Edberg                      | 4−6, 7−6, 5−2, retirada            |
| 1991       | Boris Becker                       | Ivan Lendl                         | 1−6, 6−4, 6−4, 6−4                 |
| 1992       | Jim Courier                        | Stefan Edberg                      | 6−3, 3−6, 6−4, 6−2                 |
| 1993       | Jim Courier (2)                    | Stefan Edberg                      | 6−2, 6−1, 2−6, 7−5                 |
| 1994       | Pete Sampras                       | Todd Martin                        | 7−6, 6−4, 6−4                      |
| 1995       | André Agassi                       | Pete Sampras                       | 4−6, 6−1, 7−6, 6−4                 |
| 1996       | Boris Becker (2)                   | Michael Chang                      | 6−2, 6−4, 2−6, 6−4                 |
| 1997       | Pete Sampras (2)                   | Carles Moyà                        | 6−2, 6−3, 6−3                      |
| 1998       | Petr Korda                         | Marcelo Ríos                       | 6−2, 6−2, 6−2                      |
| 1999       | Ievgueni Kàfelnikov                | Thomas Enqvist                     | 4−6, 6−0, 6−3, 7−6                 |
| 2000       | André Agassi                       | Ievgueni Kàfelnikov                | 3−6, 6−3, 6−2, 6−4                 |
| 2001       | André Agassi                       | Arnaud Clément                     | 6−4, 6−2, 6−2                      |
| 2002       | Thomas Johansson                   | Marat Safin                        | 3−6, 6−4, 6−4, 7−6                 |
| 2003       | André Agassi (4)                   | Rainer Schüttler                   | 6−2, 6−2, 6−1                      |
| 2004       | Roger Federer                      | Marat Safin                        | 7−6, 6−4, 6−3                      |
| 2005       | Marat Safin                        | Lleyton Hewitt                     | 1−6, 6−3, 6−4, 6−4                 |
| 2006       | Roger Federer                      | Markos Bagdatís                    | 5−7, 7−5, 6−0, 6−2                 |
| 2007       | Roger Federer                      | Fernando González                  | 7−6, 6−4, 6−4                      |
| 2008       | Novak Đoković                      | Jo-Wilfried Tsonga                 | 4−6, 6−4, 6−3, 7−6                 |
| 2009       | Rafael Nadal                       | Roger Federer                      | 7−5, 3−6, 7−6(3), 3−6, 6−2         |
| 2010       | Roger Federer                      | Andy Murray                        | 6−3, 6−4, 7−6(11)                  |
| 2011       | Novak Đoković                      | Andy Murray                        | 6−4, 6−2, 6−3                      |
| 2012       | Novak Đoković                      | Rafael Nadal                       | 5−7, 6−4, 6−2, 6−7(5), 7−5         |
| 2013       | Novak Đoković                      | Andy Murray                        | 6−7(2), 7−6(3), 6−3, 6−2           |
| 2014       | Stanislas Wawrinka                 | Rafael Nadal                       | 6−3, 6−2, 3−6, 6−3                 |
| 2015       | Novak Đoković                      | Andy Murray                        | 7−6(5), 6−7(4), 6−3, 6−0           |
| 2016       | Novak Đoković                      | Andy Murray                        | 6−1, 7−5, 7−6(3)                   |
| 2017       | Roger Federer                      | Rafael Nadal                       | 6−4, 3−6, 6−1, 3−6, 6−3            |
| 2018       | Roger Federer (6)                  | Marin Čilić                        | 6−2, 6−7(5), 6−3, 3−6, 6−1         |
| 2019       | Novak Đoković                      | Rafael Nadal                       | 6−3, 6−2, 6−3                      |
| 2020       | Novak Đoković                      | Dominic Thiem                      | 6−4, 4−6, 2−6, 6−3, 6−4            |
| 2021       | Novak Đoković                      | Daniïl Medvédev                    | 7−5, 6−2, 6−2                      |
| 2022       | Rafael Nadal (2)                   | Daniïl Medvédev                    | 2−6, 6−7(5), 6−4, 6−4, 7−5         |
| 2023       | Novak Đoković (10)                 | Stéfanos Tsitsipàs                 | 6−3, 7−6(4), 7−6(5)                |
| 2024       | Jannik Sinner                      | Daniïl Medvédev                    | 3−6, 3−6, 6−4, 6−4, 6−3            |
| 2025       | Jannik Sinner (2)                  | Alexander Zverev                   | 6−3, 7−6(4), 6−3                   |

## Estadístiques

### Campions múltiples

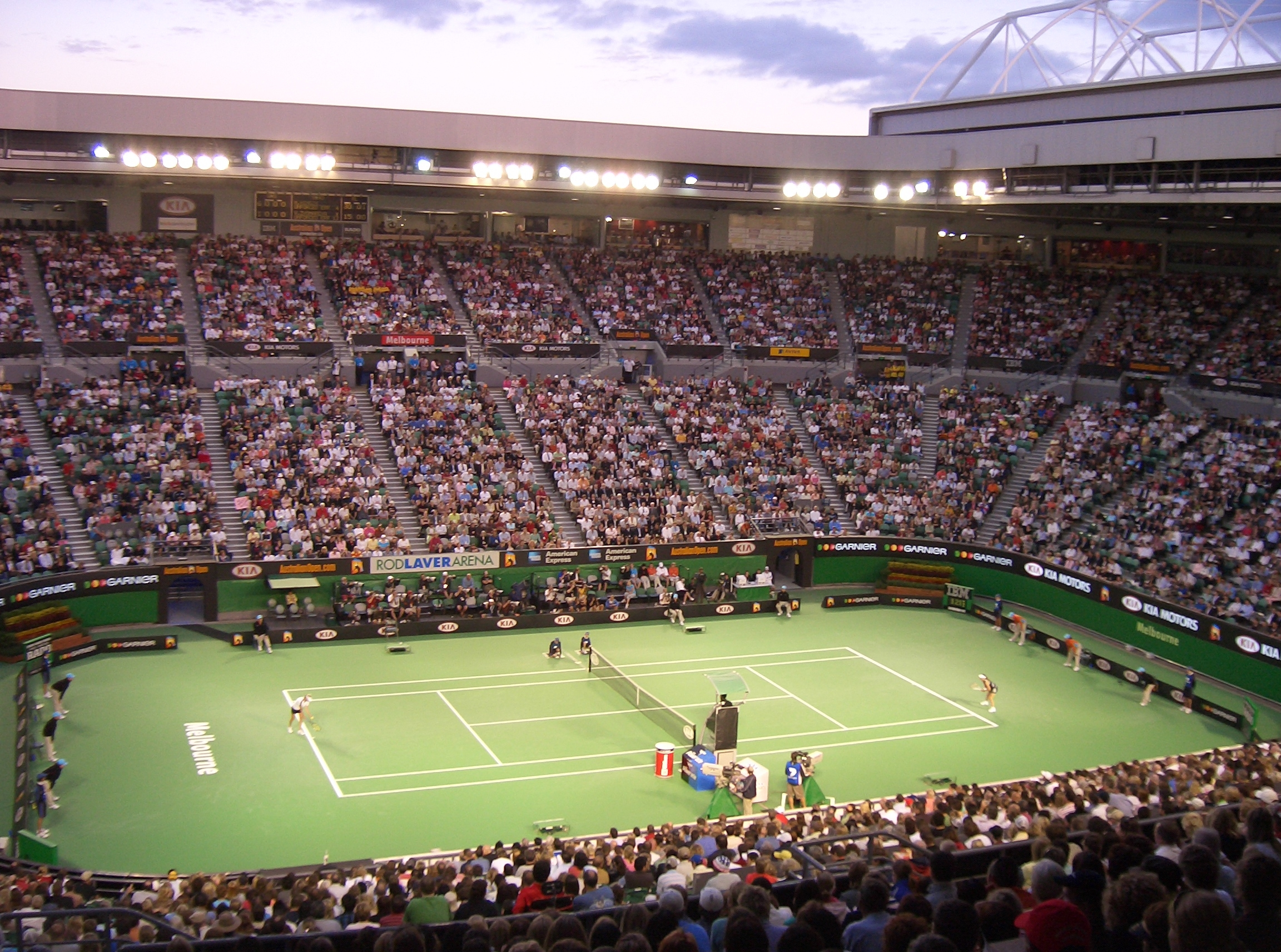
Rod Laver Arena amb superfície Rebound Ace verda (2006).

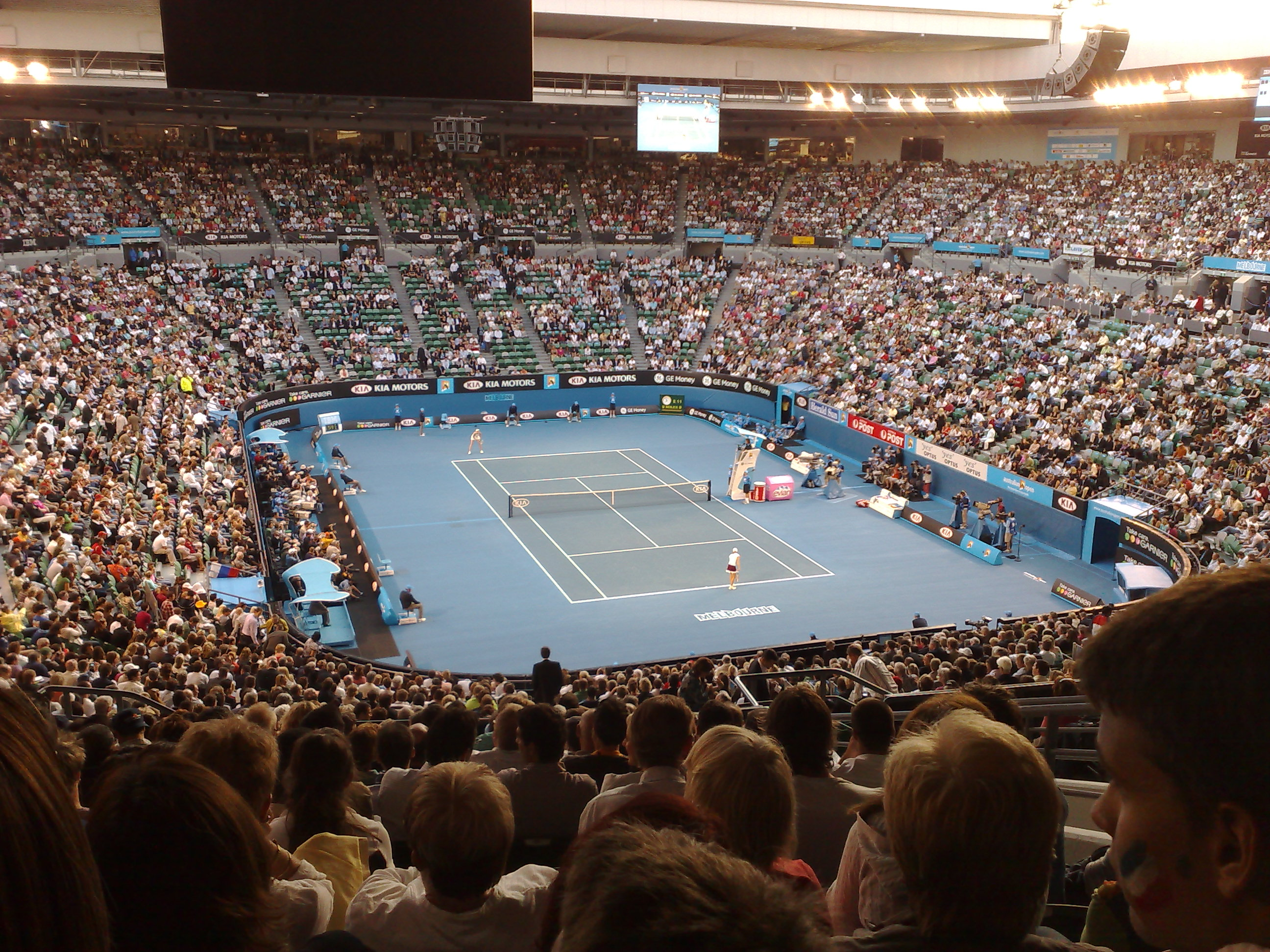
La superfície Plexicushion blava fou instal·lada l'any 2008

| Tennistes en actiu |

| Tennista        | Era Amateur | Era Open | Total | Anys                                                       |
| --------------- | ----------- | -------- | ----- | ---------------------------------------------------------- |
| Novak Đoković   | 0           | 10       | 10    | 2008, 2011, 2012, 2013, 2015, 2016, 2019, 2020, 2021, 2023 |
| Roy Emerson     | 6           | 0        | 6     | 1961, 1963, 1964, 1965, 1966, 1967                         |
| Roger Federer   | 0           | 6        | 6     | 2004, 2006, 2007, 2010, 2017, 2018                         |
| Andre Agassi    | 0           | 4        | 4     | 1995, 2000, 2001, 2003                                     |
| Jack Crawford   | 4           | 0        | 4     | 1931, 1932, 1933, 1935                                     |
| Ken Rosewall    | 2           | 2        | 4     | 1953, 1955, 1971, 1972                                     |
| James Anderson  | 3           | 0        | 3     | 1922, 1924, 1925                                           |
| Rod Laver       | 2           | 1        | 3     | 1960, 1962, 1969                                           |
| Adrian Quist    | 3           | 0        | 3     | 1936, 1940, 1948                                           |
| Mats Wilander   | 0           | 3        | 3     | 1983, 1984, 1988                                           |
| Boris Becker    | 0           | 2        | 2     | 1991, 1996                                                 |
| John Bromwich   | 2           | 0        | 2     | 1939, 1946                                                 |
| Ashley Cooper   | 2           | 0        | 2     | 1957, 1958                                                 |
| Jim Courier     | 0           | 2        | 2     | 1992, 1993                                                 |
| Stefan Edberg   | 0           | 2        | 2     | 1985, 1987                                                 |
| Rodney Heath    | 2           | 0        | 2     | 1905, 1910                                                 |
| Johan Kriek     | 0           | 2        | 2     | 1981, 1982                                                 |
| Ivan Lendl      | 0           | 2        | 2     | 1989, 1990                                                 |
| John Newcombe   | 0           | 2        | 2     | 1973, 1975                                                 |
| Rafael Nadal    | 0           | 2        | 2     | 2009, 2022                                                 |
| Pete Sampras    | 0           | 2        | 2     | 1994, 1997                                                 |
| Frank Sedgman   | 2           | 0        | 2     | 1949, 1950                                                 |
| Jannik Sinner   | 0           | 2        | 2     | 2024, 2025                                                 |
| Guillermo Vilas | 0           | 2        | 2     | 1978, 1979                                                 |
| Anthony Wilding | 2           | 0        | 2     | 1906, 1909                                                 |
| Pat O'Hara Wood | 2           | 0        | 2     | 1920, 1923                                                 |

### Campions per països
| Països desapareguts |

| País             | Era Amateur | Era Open | Total | Primer títol | Últim títol |
| ---------------- | ----------- | -------- | ----- | ------------ | ----------- |
| Austràlia        | 44          | 6        | 50    | 1905         | 1976        |
| Estats Units     | 4           | 14       | 18    | 1908         | 2003        |
| Sèrbia           | 0           | 10       | 10    | 2008         | 2023        |
| Suïssa           | 0           | 7        | 7     | 2004         | 2018        |
| Suècia           | 0           | 6        | 6     | 1983         | 2002        |
| Regne Unit       | 5           | 0        | 5     | 1912         | 1934        |
| Alemanya         | 0           | 2        | 2     | 1991         | 1996        |
| Argentina        | 0           | 2        | 2     | 1978         | 1979        |
| Espanya          | 0           | 2        | 2     | 2009         | 2022        |
| Itàlia           | 0           | 2        | 2     | 2024         | 2025        |
| Nova Zelanda     | 2           | 0        | 2     | 1906         | 1909        |
| Rússia           | 0           | 2        | 2     | 1999         | 2005        |
| Txecoslovàquia 1 | 0           | 2        | 2     | 1989         | 1990        |
| França           | 0           | 1        | 1     | 1928         | 1928        |
| / Sud-àfrica     | 0           | 1        | 1     | 1981         | 1981        |
| Txèquia 1        | 0           | 1        | 1     | 1998         | 1998        |